# Сан Мартино Сикомарио
Сан Мартино Сикомарио (итал. San Martino Siccomario) је насеље у Италији у округу Павија, региону Ломбардија.
Према процени из 2011. у насељу је живело 4072 становника. Насеље се налази на надморској висини од 62 м.

## Становништво
| 1931. | 1936. | 1951. | 1961. | 1971. | 1981. | 1991. | 2001. | 2011. |
| ----- | ----- | ----- | ----- | ----- | ----- | ----- | ----- | ----- |
| 2.097 | 2.212 | 2.400 | 2.824 | 3.250 | 4.609 | 4.732 | 5.055 | 5.738 |